# Jarosław Witaszczyk
Jarosław Witaszczyk (ur. 26 marca 1967 w Łukowie) – polski aktor teatralny i filmowy.
W latach 1991–1995 studiował na Wydziale Aktorskim we Wrocławiu Państwowej Wyższej Szkoły Teatralnej im. L. Solskiego w Krakowie. Debiutował w 1995 r. w Teatrze im. Wojciecha Bogusławskiego w Kaliszu, od 1999 r. aktor warszawskich teatrów: Teatr Syrena,  oraz Stara ProchOFFnia, Teatr Rampa, Teatr Kamienica. Założyciel i Dyrektor Agencji Artystycznej VARSOVIA ART, Teatru Oratorium oraz Teatru na Pradze w Warszawie. Twórca Kabaretu „Tête-à-tête”.

## Role teatralne
- Role (Wywózki, łagry, Katyń Danuty Nagórnej w reż. Jarosław Witaszczyk
- Leporello Testament cnotliwego rozpustnika Anatolija Kryma w reż. Emilian Kamiński
- Konferansjer Piękne Panie i Panowie Andrzeja Leśniewskiego i Jana Jakuba Należytego w reż. Emilian Kamiński
- Glaca Jajokracja Ernesta Brylla w reż. Jan Szurmiej
- Maks, Zawzięty Brat naszego Boga Karola Wojtyły w reż. Paweł Aigner
- Wójt Złota Kaczka Andrzeja Ozgi i Marka Bartkowicza w reż. Jana Szurmiej
- Bolek Sztukmistrz z Lublina Issaca Beshevisa Singera w reż. Jana Szurmiej
- Stach Grzesiuk Boso, ale w ostrogach Stanisława Grzesiuka w reż. Tadeusz Wiśniewski
- Hamlet Dzieła wszystkie Szekspira w nieco skróconej wersji Adama Longa, Daniela Singera, Jessa Winfieldwa w reż. Włodzimierz Kaczkowski
- Farrago Farrago Lidii Amejko w reż. Bartosz Zaczykiewicz
- Garcin Przy drzwiach zamkniętych Jeana-Paula Sartre’a w reż. Małgorzata Boratyńska
- Łopachin Wiśniowy sad Antona Czechowa w reż. Jan Buchwald
- Józef Papkin Zemsta Aleksandra Fredry w reż. Cezary Morawski
- Puk Sen nocy letniej Williama Shakespeare’a w reż. Jacek Bunsch
- Harold Czarna komedia Petera Shaffera w reż. Jan Buchwald
- Grabiec Balladyna Juliusza Słowackiego w reż. Stanisława Banaś
- Hajmon Antygona Sofoklesa w reż. Zbigniew Brzoza
- Doktor Kajusz Wesołe kumoszki z Windsoru Williama Shakespeare’a w reż. Bogusław Kierc
- Ojciec Sześć postaci w poszukiwaniu autora Luigi Pirandella w reż. Stanisław Nosowicz

## Filmografia
2025
- M JAK MIŁOŚĆ, Serial fabularny, Obsada aktorska (lekarz) 1840

2023/2025
- KLAN, Serial fabularny, Obsada aktorska (Zbigniew Gawot), dawna miłość Zofii Boreckiej z czasów nauki w liceum, potem jej narzeczony a następnie mąż (odcinki: 4195-4196, 4212, 4250, 4264-4265, 4273, 4275, 4279-4280, 4290, 4295, 4297, 4300, 4310-4311, 4320-4321, 4323-4325, 4344, 4346, 4382, 4450-4451, 4453, 4475, 4489)

2024/2025
- NA SYGNALE, Serial fabularny, Obsada aktorska (prezes), ŚMIERĆ PO JAPOŃSKU (641), UKRYTE CELE (645), PECHU NIE KROCZ ZA MNĄ (648), NIE MA TAKIEGO NUMERU (659), RACHUNEK KRZYWD (662), PODSTAWY CHEMII I FIZYKI (681)

2024
- KOMISARZ ALEX, Serial fabularny, Obsada aktorska (Maciej Filutowski) CZYTELNIA (260)

- M JAK MIŁOŚĆ, Serial fabularny, Obsada aktorska (lekarz), 1830

- NA SYGNALE, Serial fabularny, Obsada aktorska (Ignaciak), MIŁOŚĆ MIĘDZY PIĘTRAMI (567)

- OJCIEC MATEUSZ, Serial fabularny, Obsada aktorska (Roman Kasprzak), BEZSENNOŚĆ WE DWOJE (412)
- PRZYJACIÓŁKI, Serial fabularny, Obsada aktorska (neurolog), 277

2023
- NA WSPÓLNEJ, Serial fabularny, Obsada aktorska (Oskar Gajewski) 3469, 3471, 3473, 3477, 3479-3480, 3482-3484, 3486

- BARWY SZCZĘŚCIA, Serial fabularny, Obsada aktorska (terapeuta), 2767
- NA SYGNALE, Serial fabularny, Obsada aktorska (Zygmunt), ZABAWA W CHOWANEGO (454)
- RODZINA NA MAXA, Serial fabularny, Obsada aktorska (urzędnik USC), 26

2022
- 48H. ZAGINIENI, Serial fabularny, Obsada aktorska, DRUGA TWARZ (129)
- BARWY SZCZĘŚCIA, Serial fabularny, Obsada aktorska (terapeuta), 2565, 2576, 2582, 2637
- LEŚNICZÓWKA, Serial fabularny, Obsada aktorska (lekarz Karoliny), 567
- MATKA, Serial fabularny, Obsada aktorska (radca firmowy), 3
- NA DOBRE I NA ZŁE, Serial fabularny, Obsada aktorska (Jeremi Kotlarczyk, ojciec Kajtka), TRZEBA BYĆ DOBREJ MYŚLI (848)
- TAJEMNICA ZAWODOWA II, Serial fabularny, Obsada aktorska (prawnik koncernu farmaceutycznego), 10
- ŚWIATŁO NOCY, Film fabularny - krótkometrażowy, Audiodeskrypcja (lektor)

2021
- NA SYGNALE, Serial fabularny, Obsada aktorska (Edek), TO TYLKO FORMALNOŚĆ (329)
- OJCIEC MATEUSZ, Serial fabularny, Obsada aktorska (Roman Jaskóła), NOWICJUSZ (335)

2020
- BARWY SZCZĘŚCIA, Serial fabularny, Obsada aktorska (terapeuta Różniecki), 2241
- LEŚNICZÓWKA, Serial fabularny, Obsada aktorska (psychiatra), 266
- M JAK MIŁOŚĆ, Serial fabularny, Obsada aktorska (Brzeski), 1516, 1517
- STULECIE WINNYCH, Serial fabularny, Obsada aktorska (Zygmunt Bartkiewicz), 15

2019
- BRZUCH STRASZLIWEJ MASZYNY, WYKRWAWIAJĄCEJ SIĘ NA ŚMIERĆ, Etiuda szkolna, Obsada aktorska (ojciec)
- MEMENTO MORI, Film fabularny, Obsada aktorska (policjant)
- STULECIE WINNYCH, Serial fabularny, Obsada aktorska (Zygmunt Bartkiewicz), 1, 5, 6

2018 - 2020
- KORONA KRÓLÓW, Serial fabularny, Obsada aktorska (Domarat z Pierzchna),

2017
- DZIEWCZYNY ZE LWOWA, Serial fabularny, Obsada aktorska (kierownik sali we lwowskiej restauracji), ZACIĄG UKRAIŃSKI (25)
- LEKARZE NA START, Serial fabularny, Obsada aktorska (Wiktor, komornik sądowy potrącony przez samochód po tym jak nagle wtargnął na jezdnię, pacjent Szpitalnego Oddziału Ratunkowego; odcinki: 28)
- NIE PAMIĘTAM, Film dokumentalny - fabularyzowany, Producent, Obsada aktorska
- OJCIEC MATEUSZ, Serial fabularny, Obsada aktorska (Jerzy Nowaczyk), ZAKŁAD (218)
- W RYTMIE SERCA, Serial fabularny, Obsada aktorska (doktor Edwin, przedstawiciel Okręgowej Izby Lekarskiej w Warszawie) ŚLADY NA ŚNIEGU (7), WSZYSTKO, CO MAM (8)
- WYKLĘTY, Film fabularny, Obsada aktorska (Różycki)

2016
- M JAK MIŁOŚĆ, Serial fabularny, Obsada aktorska (adwokat), 1234
- NA NOŻE, Serial fabularny, Obsada aktorska (klient restauracji "Toute Varsovie"), 2
- SINGIELKA, Serial fabularny, Obsada aktorska (ochroniarz), 171

2015
- NA WIEŻY BABEL, Film fabularny - krótkometrażowy, Obsada aktorska
- OJCIEC MATEUSZ, Serial fabularny, Obsada aktorska (Marian Jaźwik), DRIFT (175)
- ASSASSIN'S FURY, Film fabularny, Obsada aktorska (Rado)

2014
- OJCIEC MATEUSZ, Serial fabularny, Obsada aktorska (Bogdan Florek), ŚLADY PRZESZŁOŚCI (148)
- PRAWO AGATY, Serial fabularny, Obsada aktorska (kierownik firmy transportowej), 66

2013
- IMPERATOR, Etiuda szkolna, Obsada aktorska (Centurion Publius)
- OJCIEC MATEUSZ, Serial fabularny, Obsada aktorska (Drabik, ojciec Arka), RADAR (132)
- PRE MORTEM, Etiuda szkolna, Obsada aktorska (oficer NKWD)

2012 
- WSZYSTKO PRZED NAMI, Serial fabularny, Obsada aktorska (lekarz), 50
- GRUDNIOWE ROZMOWY, Etiuda szkolna, Obsada aktorska (milicjant)
- OSTATNIE PIĘTRO, Film fabularny, Obsada aktorska
- PRAWO AGATY, Serial fabularny, Obsada aktorska (aktor), 20
- PRZYJACIÓŁKI, Serial fabularny, Obsada aktorska (Czechuła), 8, 10, 13

2011
- LINIA ŻYCIA, Serial fabularny, Obsada aktorska (klient)
- NA DOBRE I NA ZŁE, Serial fabularny, Obsada aktorska (Wojciech Kulebiak), DYMISJA (462)
- ŻYCIE NAD ROZLEWISKIEM, Serial fabularny, Obsada aktorska (rozmówca Konrada), 6

2010
- KLUB SZALONYCH DZIEWIC, Serial fabularny, Obsada aktorska (lekarz pogotowia w Karakułach), 6

2006
- KRYMINALNI, Serial fabularny, Obsada aktorska ("Biegły"), STARY ZNAJOMY (64)

2005
- LAWSTORANT, Film fabularny, Obsada aktorska (Adaś)
- PLEBANIA, Serial fabularny, Obsada aktorska (Mirek), 582, 584, 621, 626, 628, 629

2004 - 2025
- PIERWSZA MIŁOŚĆ, Serial fabularny, Obsada aktorska (profesor Tomasz Ruczyński, lekarz w Klinice Leczenia Bezpłodności "Medicart" we Wrocławiu oraz Oddziale Onkologii Szpitala Klinicznego nr 1 we Wrocławiu)

2003 - 2023
- NA WSPÓLNEJ, Serial fabularny, Obsada aktorska - 3 role: lekarz (odcinki: 357-358); detektyw (odcinki: 948, 2021, 2026); mężczyzna (odcinki: 1638-1639, 1644-1645, 1664-1665);

2002 - 2010
- SAMO ŻYCIE, Serial fabularny, Obsada aktorska (Edward, hodowca węży, znajomy Ireneusza Skalskiego, od którego mieszkanie wynajmowały Izabela Malachowicz i Nina Torstensson)

2002
- SYRENA, Etiuda szkolna, Obsada aktorska

2000 - 2001
- ADAM I EWA, Serial fabularny, Obsada aktorska (kolega Piotrka)

1997 - 2023
- KLAN, Serial fabularny, Obsada aktorska - 3 role: Marczenko, przedstawiciel ukraińskiej firmy marketingowej współpracujący z firmą kosmetyczną "Face Cream" należącą do Beaty Boreckiej (sezon 2010/2011); dyrektor Państwowego Domu Dziecka w Warszawie, w którym czasowo przebywali Błażej i Oliwia, dzieci Lucjana Szymczaka, podopiecznego Olki Lubicz, kurator sądowej przy Sądzie Rejonowym dla m. st. Warszawy-Wola (sezon 2015/2016)

Nagrody i wyróżnienia
- 2012 – zdobywca Brązowego Samowaru na Festiwalu Piosenki Rosyjskiej wraz z Marią Niklińską za utwór „Tango rozbitych sierdiec”
- 2003 – Grand Prix Międzynarodowego Festiwalu Klasyki Rosyjskiej w Rydze, Łotwa (reżyseria spektaklu Płaszcz według Michała Gogola w Teatrze MASKA, Kłajpeda, Litwa)
- 1990, 1991 – wyróżnienia na Ogólnopolskim Przeglądzie Piosenki Aktorskiej we Wrocławiu.
- 1990 – debiut na Krajowym Festiwalu Piosenki Polskiej w Opolu
- 1989 – laureat Złotej Dziesiątki Ogólnopolskiego Młodzieżowego Przeglądu Piosenki we Wrocławiu